# Emilia Leo
Lena Emilia Lovisa Leo, född 15 april 1992, är en svensk montéryttare, travkusk och travtränare. Hon har sedan 2025 Axevalla som hemmabana. Hon var tidigare bosatt i Borlänge, och hade då Romme travbana som hemmabana. Leo var under en tid sambo med travtränaren och kusken Oskar Kylin Blom men har numera ett förhållande med travtränaren David Persson.

## Karriär
Emilia Leo har sedan 2015 tillhört de tio segerrikaste montéryttarna i Sverige, och vunnit bland annat Monté-SM för kallblod tre gånger (2015, 2017, 2018). Den 15 april 2016 blev Leo tillsammans med Iina Aho, Nathalie Blom och Åsa Svensson inbjuden att rida Maltas första montélopp.

### Säsongerna 2018–2019
Under 2018 gick Leo mot ett rekordår, då hon nästan körde in en halv miljon kronor endast i april månad. I slutet på juni tog hon sina två första kusksegrar på V75 på Östersundstravet. Segrarna togs med cirka 20 minuters mellanrum. Den andra segern blev även hennes första tränarseger på V75, då hon vann med hästen Sign Me Up Too. Tillsammans med egentränade Sign Me Up Too segrade hon även veckan efter i Klass II-finalen på Färjestadtravet. Den 28 september tog hon sin tredje seger i Monté-SM för kallblod på Bergsåker, denna gången tillsammans med hästen Wilda Fille, tränad av Jan-Olov Persson.
Under september 2018 blev hon även utsedd till att mottaga Stig H-stipendiet tillsammans med Jenny Björk och Henriette Larsen.
Den 19 december 2018 segrade hon i det prestigefyllda lärlingsloppet Travrondens Guldklocka tillsammans med Adiago Trot, tränad av Marcus Lindgren. Med segern så blev hon den femte kvinnan att vinna loppet.
I början av 2019 blev Leo nominerad till Årets Komet på Hästgalan, för sina framgångar under 2018, då hon bland annat kört in 5,4 miljoner kronor. Hon vann sedan priset.
Den 30 maj 2019 tog hon sin andra raka seger i Monté-SM för kallblod på Bergsåker. Hon red titelförsvararen Wilda Fille, och segrade på tiden 1.24,6a/2 140 meter, vilket innebar nytt svenskt rekord.

### Säsongerna 2020–2021
Vid årsskiftet 2020 byttes Leos hemmabana, på grund av licensbestämmelser, till Romme travbana. Under 2020 var Leo överlägsen i monté, och vann flest montélopp i Sverige. Hon kvalade även in egentränade No Doubt till E3-final.
I slutet av 2020 kvitterade Leo ut sin proffstränarlicens vid Romme travbana.

## Större segrar i urval
| År   | Lopp                                                       | Häst               | Tränare          | Grupp |
| ---- | ---------------------------------------------------------- | ------------------ | ---------------- | ----- |
| 2015 | Monté-SM för kallblod                                      | Trippa Undan       | Bror Grönlund    | -     |
| 2017 | Monté-SM för kallblod                                      | Blås Undan         | Bror Grönlund    | -     |
| 2018 | Klass II-final, juni                                       | Sign Me Up Too     | Emilia Leo       | -     |
| 2018 | Monté-SM för kallblod                                      | Wilda Fille        | Jan-Olov Persson | -     |
| 2018 | Travrondens Guldklocka                                     | Adiago Trot        | Marcus Lindgren  | -     |
| 2019 | Monté-SM för kallblod                                      | Wilda Fille        | Jan-Olov Persson | -     |
| 2019 | Åby Stora Montépris                                        | Star Advisor Joli  | Sofia Aronsson   | -     |
| 2019 | Silverörnen                                                | Shocking Superman  | Oscar Berglund   | -     |
| 2021 | Åby Nordic Monté Trophy                                    | Mindyourvalue W.F. | Robert Bergh     | -     |
| 2022 | Paralympiamontén                                           | Boston Terrie      | Henk A.J. Grift  | -     |
| 2022 | Hertiginnan av Västergötland Kronprinsessan Victorias lopp | No Doubt           | Emilia Leo       | -     |